# William Caxton

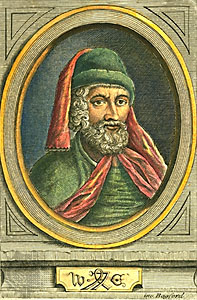
William Caxton

William Caxton (ur. 1415 lub 1422 zm. w marcu 1492) – angielski drukarz, kupiec, dyplomata i pisarz. Pionier drukarstwa na Wyspach Brytyjskich, jako pierwszy wprowadził maszynę drukarską w Anglii (1476). Był również pierwszym wydawcą angielskich drukowanych książek, w większości publikowanych po angielsku. Umieszczony na liście 100 Najwybitniejszych Brytyjczyków.